# Riekoperla alpina
Riekoperla alpina är en bäcksländeart som beskrevs av Mclellan 1971. Riekoperla alpina ingår i släktet Riekoperla och familjen Gripopterygidae. Inga underarter finns listade i Catalogue of Life.